# فهرست جایزه فیلم
فهرست جایزه فیلم (انگلیسی: List of film awards) این فهرستی از گروه‌ها، سازمان‌ها و جشنواره‌هایی است که از دستاوردهای مهم سینما تجلیل می‌کنند که به‌طور معمول با اهداء جوایز گوناگون همراه هستند. این جوایز گاهی نامهای غیررسمی محبوبی (همچون نام «اسکار» برای جوایز آکادمی هالیوود) دارند که در صورت لزوم مورد اشاره قراره می‌گیرند. بسیاری از جوایز به سادگی با نام گروه اهداء کننده جایزه مشخص می‌شوند.
جوایز به چهار دسته اصلی تقسیم‌بندی شده‌اند: جایزه منتقدان که با رأی (به‌طور معمول سالانه) گروهی از منتقدان انتخاب می‌شود؛ جایزه جشنواره که به بهترین فیلم نمایش داده شده در جشنواره فیلم خاص تقدیم می‌شود؛ جایزه صنعت سینما که توسط متخصصان مشغول به فعالیت در تعدادی از بخشهای صنعت سینما انتخاب می‌شود؛ و جایزه تماشاگران که با رأی‌گیری از تماشاگران عادی برگزیده می‌شود.

## جایزه منتقدان
بین‌المللی
- فدراسیون بین‌المللی منتقدان فیلم (اختصاری FIPRESCI)
- جشنواره کن
- جامعه آنلاین منتقدان فیلم (اختصاری OFCS)
- انجمن مطبوعات خارجی هالیوود
  - جوایز گلدن گلوب

آرژانتین
- انجمن منتقدان فیلم آرژانتین

آمریکا
- اتحادیه زنان روزنامه‌نگار سینمایی
- انستیتوی فیلم آمریکا
- انجمن منتقدان فیلم بوستون
- انجمن منتخب منتقدان
- انجمن منتقدان فیلم شیکاگو
- جوایز فیلم منتخب منتقدان
- جایزه برتر گزینش منتقدان
- انجمن منتقدان فیلم دالاس‌فورت وورث
- جامعه منتقدان فیلم دیترویت
- حلقه منتقدان فیلم فلوریدا
- انجمن منتقدان فیلم جورجیا
- جایزه تمشک طلایی
- جوایز گاتهام
- جامعه منتقدان فیلم هیوستون
- انجمن منتقدان فیلم لس آنجلس
- انجمن ملی منتقدان فیلم
- هیئت ملی بازبینی
- حلقه منتقدان فیلم نیویورک
- مدرسه هنر تیش
- جامعه آنلاین منتقدان فیلم
- انجمن تهیه‌کنندگان آمریکا
- انجمن منتقدان فیلم سن دیگو
- حلقه منتقدان فیلم سان‌فرانسیسکو
- انجمن منتقدان فیلم سیاتل
- انجمن منتقدان فیلم سنت لوئیس
- انجمن منتقدان فیلم منطقه واشینگتن، دی.سی.
- جایزه ایکس‌آرسی‌او

استرالیا
- جوایز فیلم اینساید

اسپانیا
- جوایز حلقه نویسندگان سینمایی
- جایزه فروس
- جوایز فوتوگراماس سیمین
- جوایز سان جوردی

اندونزی
- جشنواره فیلم اندونزی

ایتالیا
- روبان نقره‌ای
- دیوید دی دوناتلو

برزیل
- جشنواره فیلم گرامادو
- جایزه بزرگ سینمای برزیل

بریتانیا
- حلقه منتقدان فیلم لندن
- جایزه ملی فیلم انگلیس

بلژیک
- انجمن منتقدان فیلم بلژیک

بنگلادش
- جایزه ملی فیلم

پاکستان
- جایزه فیلم ای.آر.وای

ترکیه
- جشنواره بین‌المللی فیلم آدانا

دانمارک
- جوایز بودیل
- جایزه لائوریتزن

فرانسه
- پاریزین

فیلیپین
- جایزه گواد اوری‌ان

کانادا
- انجمن منتقدان فیلم تورنتو
- حلقه منتقدان فیلم ونکوور

مکزیک
- جایزه آریل
- الهگان سیمین

میانمار
- جایزه فرهنگستان فیلم میانمار

نیجریه
- جایزه فرهنگستان فیلم آفریقا

هند
- جایزه فیلم بوجپوری
- جوایز فیلم‌فیر
- جایزه فیلم‌فیر شرق
- جایزه فیلم‌فیر جنوب
- جوایز آکادمی بین‌المللی فیلم هند
- جایزه ناندی
- جایزه ملی فیلم
- جوایز انجمن منتقدان فیلم کرالا

هنگ کنگ
- جایزه انجمن منتقدان فیلم هنگ کنگ

## جایزه جشنواره درخور توجه
آرژانتین
- جشنواره بین‌المللی فیلم مار دل پلاتا
- جشنواره بین‌المللی سینمای مستقل بوینس آیرس

آلمان
- جشنواره بین‌المللی فیلم برلین
  - خرس طلایی

آمریکا
- جشنواره بین‌المللی فیلم شیکاگو
- جشنواره فیلم ساندنس
- جشنواره بین‌المللی فیلم هاوایی
- جشنواره بین‌المللی فیلم سیاتل
- جشنواره بین‌المللی فیلم اسلم دنس

اسپانیا
- جشنواره فیلم‌های اسپانیایی مالاگا
- جشنواره بین‌المللی فیلم سن سباستین
- جشنواره فیلم سیتخس
- جشنواره بین‌المللی فیلم وایادولید

ارمنستان
- جشنواره بین‌المللی فیلم زردآلوی طلایی ایروان

اندونزی
- جشنواره فیلم اندونزی
- جشنواره بین‌المللی فیلم بالی
- جشنواره بین‌المللی فیلم جاکارتا

اوکراین
- جشنواره بین‌المللی فیلم اودسا

ایتالیا
- جشنواره فیلم ونیز
  - شیر طلایی
- جشنواره فیلم رم
- جشنواره فیلم تائورمینا
- جشنواره فیلم جیفونی
- جشنواره بین‌المللی فیلم کاپری هالیوود

ایران
- جشنواره فیلم فجر
- جایزه حافظ

برزیل
- جایزه بزرگ سینمای برزیل
- جشنواره بین‌المللی فیلم سائو پائولو

بریتانیا
- جشنواره فیلم لندن
- شفیلد داک‌‌فست

بلژیک
- جشنواره بین‌المللی فیلم فلاندرز

بنگلادش
- جشنواره بین‌المللی فیلم داکا

بورکینافاسو
- جشنواره فیلم و تلویزیون پان آفریقا واگادوگو

بوسنی و هرزگوین
- جشنواره فیلم سارایوو

پرتغال
- فانتاسپورتو

ترکیه
- جشنواره بین‌المللی فیلم آدانا
- جشنواره بین‌المللی فیلم پرتقال طلایی آنتالیا
- جشنواره بین‌المللی فیلم استانبول

جمهوری چک
- جشنواره بین‌المللی فیلم کارلووی واری
  - گوی بلورین
  - جایزه ویژه هیئت داوران

چین
- جشنواره بین‌المللی فیلم شانگهای

روسیه
- جشنواره بین‌المللی فیلم مسکو

ژاپن
- جشنواره بین‌المللی فیلم توکیو

سوئد
- جشنواره فیلم یوتبری
- جشنواره فیلم استکهلم

سوئیس
- جشنواره فیلم لوکارنو

فرانسه
- جشنواره کن
  - نخل طلا
  - جایزه بزرگ
  - جایزه هیئت داوران
  - نوعی نگاه
  - دوربین طلایی
  - جایزه فرانسوا شاله
  - جایزه شوپارد

فیلیپین
- جشنواره بین‌المللی فیلم سینه‌مانیلا
- جشنواره فیلم مترو مانیل

کانادا
- جشنواره بین‌المللی مستند هات داکز کانادا
- جشنواره فیلم و ویدیوی اینسایت اوت
- جشنواره بین‌المللی فیلم مونترآل
- جشنواره بین‌المللی فیلم تورنتو
- جشنواره فیلم ونکوور

کرواسی
- جشنواره فیلم ماتاوین
- جشنواره فیلم پولا
- زاگرب داکس

کره‌جنوبی
- جشنواره بین‌المللی فیلم‌های فوق‌العاده بوچئون
- جشنواره فیلم بوسان
- جشنواره فیلم مستقل سئول

لهستان
- جشنواره فیلم گدنیا
- جوایز فیلم لهستان
- جشنواره بین‌المللی فیلم هنر سینماتوگرافی کامریمیج

مالزی
- جشنواره فیلم مالزی

مراکش
- جشنواره بین‌المللی فیلم مراکش

مصر
- جشنواره بین‌المللی فیلم قاهره
- جشنواره بین‌المللی فیلم اسکندریه

نروژ
- جشنواره بین‌المللی فیلم نروژ
  - جایزه آماندا

نیجریه
- جشنواره بین‌المللی فیلم آفریقا

ویتنام
- جشنواره بین‌المللی فیلم هانوی
- جشنواره فیلم ویتنام
  - جایزه لوتوس زرین

هلند
- جشنواره فیلم هلند
- جایزه رمبراند

هند
- جشنواره بین‌المللی فیلم هند
- جشنواره فیلم کرالا
- جشنواره بین‌المللی فیلم بمبئی

یونان
- جشنواره بین‌المللی فیلم تسالونیکی

## جایزه صنعت سینما
بین‌المللی
- جایزه وبی

آلمان
- جایزه فیلم آلمان

آفریقای جنوبی
- جایزه فیلم و تلویزیون آفریقای جنوبی

آمریکا
- آکادمی علوم و هنرهای سینما
  - جوایز اسکار
- آکادمی فیلم‌های علمی-تخیلی، فانتزی و ترسناک
  - جوایز ساترن
- انجمن فیلم‌برداران آمریکا
- انجمن آهنگسازان، پدیدآوران و ناشران آمریکا
- جایزه ای‌وی‌ان
- جوایز انجمن کارگردانان آمریکا
- جوایز گلدن گلوب
- جوایز گاتهام
- جوایز فیلم هالیوود
- سینمای آمریکا
- هالیوود ریپورتر
- جوایز ایماجن
- جوایز ایندیپندنت اسپیریت
- انجمن ملی پیشرفت رنگین‌پوستان
- انجمن تهیه‌کنندگان آمریکا
- جوایز انجمن بازیگران فیلم
- انجمن جلوه‌های بصری
- جایزه هنرمند جوان

اروپا
- آکادمی فیلم اروپا
  - جوایز فیلم اروپا
- جایزه لوکس مجلس اروپا

استرالیا
- جوایز اکتا
- جوایز اسکرین آسیا پاسیفیک
- جایزه لوگی

اسپانیا
- جایزه گائودی
- جوایز گویا

اندونزی
- جشنواره فیلم اندونزی
- جایزه بازیگران سینمای اندونزی

ایتالیا
- دیوید دی دوناتلو

بریتانیا
- آکادمی هنرهای فیلم و تلویزیون بریتانیا
  - جوایز فیلم بفتا
- جوایز فیلم ایندیپندنت بریتانیا

بلژیک
- جایزه ماگریت

بنگلادش
- جایزه ملی فیلم

پاکستان
- جایزه لوکس استایل
- جایزه فیلم ای.آر.وای

پرتغال
- جایزه سوفیا

تایلند
- جایزه انجمن ملی فیلم تایلند

تایوان
- جشنواره فیلم اسب طلایی و جوایز

دانمارک
- جایزه روبرت

روسیه
- جایزه نیکا
- جایزه عقاب طلایی
- جوایز فیلم ملی روسیه

رومانی
- جوایز گوپو

ژاپن
- جایزه روبان آبی
- جایزه فیلم هوچی
- جایزه آکادمی فیلم ژاپن
- جایزه فیلم ماینیچی
- جایزه فیلم ورزشی نیکان

سوئد
- گلدباگن

فرانسه
- جوایز سزار
- جایزه لومیر
- جایزه ژان ویگو

فنلاند
- جایزه یوسی

فیلیپین
- جایزه فاماس
- جایزه لونا

کانادا
- جایزه لیو

کره جنوبی
- جوایز فیلم اژدهای آبی
- جوایز فیلم بوایل
- جوایز هنری فیلم چونسا
- جوایز ناقوس بزرگ
- جوایز هنری بکسانگ

لتونی
- لیالایس کریستاپس

لهستان
- جوایز فیلم لهستان

مکزیک
- جایزه آریل

نیجریه
- جایزه فرهنگستان فیلم آفریقا

ویتنام
- جایزه بادبادک زرین

هند
- جوایز فیلم‌فیر
- جایزه فیلم‌فیر جنوب
- جوایز آکادمی بین‌المللی فیلم هند
- جایزه ملی فیلم
- جایزه ناندی

هنگ کنگ
- جوایز فیلم آسیایی
- جایزه باهینیای زرین
- جایزه فیلم هنگ کنگ

## جایزه تماشاگران
بین‌المللی
- جایزه وبی